# Otvoreni Radio
Otvoreni Radio è un'emittente radiofonica privata croata che trasmette in tutto il Paese dal 24 dicembre 1997. Ha sede a Zagabria.